# Megaselia stephanoidea
Megaselia stephanoidea är en tvåvingeart som först beskrevs av Borgmeier 1925.  Megaselia stephanoidea ingår i släktet Megaselia och familjen puckelflugor. Inga underarter finns listade i Catalogue of Life.